# 蜘蛛俠：飛躍蜘蛛宇宙
是一部2023年美國電腦動畫超級英雄電影，2018年電影《蜘蛛人：新宇宙》的續集，亦是《蜘蛛宇宙系列》的第二部電影。本片由瓦昆·杜斯·山托斯、肯普·包沃斯和賈斯汀·K·湯普森共同執導，大衛·卡拉漢、菲爾·洛德與克里斯多福·米勒共同撰寫劇本；聲演陣容包括沙梅克·摩爾、海莉·史坦菲德、布萊恩·泰瑞·亨利、蘿倫·維萊斯、傑克·強森、傑森·薛茲曼、伊莎·蕾、卡蘭·索尼、希亞·溫漢、葛莉塔·李、丹尼爾·卡盧亞、馬赫夏拉·阿里以及奧斯卡·伊薩克。本片2023年6月2日在美國上映。
在《蜘蛛人：新宇宙》於2018年上映後，索尼動畫宣布將開始開發《蜘蛛人：新宇宙》的續集，故事将重点放在迈尔斯和格温之间的关系上。該片於2019年11月正式公佈，動畫於2020年6月開始製作。該片時長140分鐘，是美國目前所製作最長的動畫電影。本片原定2022年4月於美國上映，但由於受2019冠狀病毒病疫情的影響而延期至2023年6月2日。續集《蜘蛛人：超越新宇宙》最初定於2024年3月29日上映，後來改為無限期延後上映；一部以女蜘蛛人格温為中心的衍生電影亦正在開發中。
電影上映後獲得好評如潮，評論家們對故事、編劇、角色情感刻畫、視覺藝術效果、風格、配樂盛讚有加，美國電影學院將該片列為2023年度十佳電影名冊，本片也入圍和獲得眾多獎項，入圍第81屆金球獎最佳動畫、土星獎最佳動畫、第96屆奧斯卡金像獎最佳動畫等獎項，第51屆安妮獎和《蒼鷺與少年》、《鈴芽之旅》並列7項獎項提名，最終在該屆安妮獎勝出7項獎項成為獲獎者之最。

## 劇情
在65號宇宙中，身為的女蜘蛛人的關·史黛西疏遠自己的朋友以及身為紐約市警長的父親喬治，源於她數年前意外殺死淪為蜥蜴人的摯友彼得·帕克，場面還被喬治所目睹而從此遭到通緝。直到一晚，格温在古根漢美術館中遇到一名來自意大利文藝復興時期背景之宇宙的禿鷹，與其激戰過程中受到利用宇宙傳送門手錶穿越至此的「蜘蛛人聯盟」（Spider-Society）創始人米蓋爾·歐哈拉與隨行的潔絲·德魯之協助，得知他們正在為16個月前的對撞機事件善後。三名蜘蛛人雖然聯手成功緝拿禿鷹，但格温也被迫與身後的喬治對峙，不得已之下取下面罩而向父親展示身份。從震驚到失望的喬治打算依法逮捕女兒，米蓋爾在潔絲的說服下出手阻攔，並不情願地給予格温在聯盟中的一席之地。格温就此背離父親並離開自己的宇宙，加入修復多重宇宙的行列。
在1610號宇宙的布魯克林，邁爾斯·摩拉斯自從摧毀超煉金對撞機後繼續適應著自己的蜘蛛人身份，在前往學校約談父母來討論自己前程規劃的路途中，試圖阻止一名全身都是傳送洞的新敵人「斑點」。看似很弱卻難纏的斑點介紹自己原是超煉金的科學家，與奧莉薇亞·奧克塔維斯測試對撞機時曾帶回過一隻來自於42號宇宙的輻射蜘蛛；即是當初咬傷邁爾斯的蜘蛛。而斑點同時在邁爾斯摧毀對撞機當晚受到爆炸波及，與不慎洩漏出來的暗物質實驗樣本融為一體，造成他全身佈滿傳送洞而無臉見人，眾叛親離之下決定向造就自己現在局面的邁爾斯尋仇。兩人的打鬥慢慢轉移至超煉金的對撞機遺址，落敗的斑點意外跌進自身的虛空間，卻也讓他能隨心所欲地跨越至其他的宇宙，於是決定穿越到多個有超煉金的宇宙，藉此吸收多台對撞機的能量來積攢實力對付邁爾斯。
斑點持續作亂引起米蓋爾注意，潔絲指派格温到1610號宇宙調查其蹤跡，然而她瞞著聯盟藉機與邁爾斯重逢並相處一天，最後決定在不透漏聯盟內幕的情況下離開他。而邁爾斯察覺到格温有所隱瞞，靠隱形來尾隨她穿越至斑點所在的50101號宇宙的「孟哈頓」。格温注意到尾隨的邁爾斯後決定將阻止斑點為優先，與當地的蜘蛛人帕維特·普拉哈卡、以及收留過自己的好友霍比·布朗聯手制敵。然而四人未能阻止斑點汲取對撞機能量，而邁爾斯突然與斑點同時閃過一道幻覺，預見到自己的父親傑佛遜未來即將在斑點造成的災難中，為了營救小孩而犧牲。實力暴增的斑點淪為令人震悚的黑暗形態，聲言會“奪走邁爾斯的一切”後離開該宇宙。對撞機爆炸造成大樓崩塌，帕維特第一時間去救女友嘉雅琪，卻顧不上身在另一頭營救小孩的嘉雅琪之父辛督察，直到邁爾斯出手介入成功營救辛。
然而邁爾斯的善舉不慎破壞該宇宙中本應發生的正史事件，造成該宇宙發生崩解現象。潔絲帶領聯盟隊伍暫時控制住崩解，而邁爾斯一行人則集體被召集至位於928號宇宙的蜘蛛人聯盟總部。邁爾斯在總部中重逢自己的導師彼得·B·帕克以及他的年幼女兒梅黛，卻也因破壞正史事件而受到米蓋爾強烈指責。米蓋爾解釋每一位蜘蛛人的時間線中都需要有一個特定事件，亦是一名與蜘蛛人親近的警長之壯烈犧牲，而事件一旦遭干預則會觸發連鎖反應、危害到其他宇宙。米蓋爾表示他曾不顧後果地取代另一座宇宙的自己卻造成該宇宙瓦解，因此希望邁爾斯不要去多加干預。但邁爾斯意識到即將晉升警長的父親傑佛遜在兩天內會死於斑點之手，作為自己的正史事件，無法視而不見、堅持要回去救父親卻被米蓋爾強行囚禁起來。唯獨霍比暗中協助邁爾斯逃跑，且因為看不慣聯盟的做法而退出。
邁爾斯全力逃出幾百名蜘蛛人的包圍網，米蓋爾見勸不住而直接道出真相，揭示咬傷邁爾斯的輻射蜘蛛原屬42號宇宙，不但造成42號宇宙沒有蜘蛛人保護，更造成1610號宇宙的蜘蛛人的犧牲，乃至造就斑點這一大威脅；證明邁爾斯作為不應存在的「變異者」。婉拒同伴相助的邁爾斯擊退米蓋爾，迅速使用一台以偵測體內輻射基因之原理運作的宇宙傳送儀器，並在瑪戈·凱斯的有意協助下回家。沒能阻止他逃跑的米蓋爾一怒之下將格温逐出聯盟，強行將她送回65號宇宙。格温回家後得到父親的歉意與理解，還得知他已決定辭職而避免正史事件，最後收到霍比為她留下的私制“盜版”傳送手錶。
急忙趕回家的邁爾斯後來才發現自己誤入咬傷自己的輻射蜘蛛所來自的42號宇宙，並發現當地因為沒有蜘蛛人保護，而由邪惡六人組在內的惡勢力掌控。邁爾斯還發現自己的叔叔亞倫在該世界中還活著，父親傑佛遜卻早已因公殉職。邁爾斯隨後突然被打昏帶至亞倫的住處，最後直接面對在該世界中成為潛行者的另一個自己。就在邁爾斯想辦法脫困時，米蓋爾帶領潔絲與班·萊利趕到1610號宇宙中搜尋邁爾斯的下落，而斑點也準備開始多重宇宙級別的破壞。格温設法將萊利困入別的宇宙，隨後也察覺到邁爾斯被困在42號宇宙，便出面向邁爾斯的父母保證會帶他回家。為了救回邁爾斯，格温召集好友彼得·B、帕維特、霍比、瑪戈、豬豬人、暗影蜘蛛人與潘妮·帕克組建起自己的團隊，集體前去42號宇宙展開救援並嘗試新的可能。

## 角色
- 沙梅克·摩爾聲演邁爾斯·摩拉斯／蜘蛛人：一名來自1610號宇宙的黑人少年，居住於紐約市布魯克林，擁有一半波多黎各血統。是塗鴉藝術家和物理學高材生，性格天資聰穎又叛逆，在十六個月前成為1610號宇宙的新一任「蜘蛛人」[12][13]。
  - 賈雷爾·傑羅姆（英语：Jharrel Jerome）聲演邁爾斯·G·摩拉斯／潛行者（英语：Prowler (comics)）：42號宇宙的邁爾斯，在該宇宙中因為父親之死而成為潛行者。
- 海莉·史坦菲德聲演關·史黛西／女蜘蛛人：一位來自65號宇宙的女蜘蛛人，在十六個月前與邁爾斯一起拯救多重宇宙，從此喜歡上邁爾斯。這次被蜘蛛人聯盟指派追蹤斑點，因而與邁爾斯重逢[13]。
- 布萊恩·泰瑞·亨利聲演傑佛遜·摩拉斯（英语：List_of_Marvel_Comics_characters:_D#Jefferson_Davis）：邁爾斯的父親，紐約市警察副警長，並即將升上警長。起初看不上蜘蛛人維護正義的方式，後來在結尾因目睹邁爾斯打敗金霸王，從而開始認同蜘蛛人[14]。
- 蘿倫·維萊斯聲演里歐·摩拉斯（英语：List_of_Marvel_Comics_characters:_M#Rio_Morales）：邁爾斯的母親，紐約市醫院的一名急救人員[14]。
  - 維萊斯同時聲演42號宇宙的里歐。
- 傑克·強森聲演彼得·B·帕克／蜘蛛人：來自另一個宇宙的蜘蛛人，十六個月前偶然地成為邁爾斯的導師，同時受邁爾斯影響而告別落魄生活、與妻子瑪莉珍重歸於好，如今育有一名女兒梅黛·帕克（英语：Spider-Girl (Mayday Parker)）[15]。
- 傑森·薛茲曼聲演喬納森·歐恩／斑點：一名任職於超煉金（英语：Alchemax）的前科學家，其身體因為十六個月前的對撞機爆炸事故而佈滿黑洞且意外擁有操控次元空間的能力，但因其長相被毀而失去工作及親朋好友，找上邁爾斯尋仇過程中，從一名無名小卒而慢慢變成足以威脅到多重宇宙的跨次元超級反派[16]。
- 伊莎·蕾聲演潔西卡·「潔絲」·德魯／女蜘蛛人：一名擁有蜘蛛般能力的非裔美國人，騎著摩托車的強悍孕婦，作為格溫的導師。與其他蜘蛛俠不同，她沒有隱藏自己的身份[17]。
- 卡蘭·索尼聲演帕維特·普拉哈卡／印度蜘蛛人：來自50101號宇宙的印度版蜘蛛人，蜘蛛人聯盟的新成員，其身為蜘蛛人的資歷甚至比邁爾斯還要短[18][19]。
- 丹尼爾·卡盧亞聲演霍比·布朗／龐克蜘蛛人：一名來自英國且會彈電吉他的龐克搖滾版本蜘蛛人，因其國家被極權主義政權獨裁統治，而以電吉他作主要武器，與格温的感情很要好。他同時跟邁爾斯一樣叛逆，因此給予邁爾斯一點指引[20]。
- 奧斯卡·伊薩克聲演米蓋爾·歐哈拉／蜘蛛人2099：一名來自2099年的928號宇宙的未來蜘蛛人，研發出能穿越多元宇宙的宇宙傳送門手錶。曾經造成過一座宇宙崩塌，以此組建「蜘蛛人聯盟」來監視並修復多重宇宙，一向以大局為重，必要時會非常無情[21]。
- 希亞·溫漢聲演喬治·史黛西（英语：George Stacy）：格温的父親，紐約市警察局警長，起初不知情女兒的身份，對女蜘蛛人也有著誤解[16]。
- 葛莉塔·李聲演萊拉（Lyla）：米格爾的人工智能助手，全名「抒情式生命體近似值」（LYrate Lifeform Approximation）。
- 馬赫夏拉·阿里聲演亞倫·戴維斯／潛行者（英语：Prowler (comics)）：邁爾斯的叔叔，16個月前被金霸王槍殺。
  - 阿里同時聲演來自42號宇宙的亞倫·戴維斯（Aaron Davis）。
- 安迪·山伯格聲演班·萊利／緋紅蜘蛛人（英语：Ben Reilly）：來自另一個宇宙的彼得·帕克之基因複製人，米格爾的蜘蛛人聯盟的成員[22][23][24]。
- 阿曼德拉·斯坦伯格聲演瑪歌·凱斯／數位蜘蛛人（英语：Alternative_versions_of_Spider-Man#Spider-Byte_(Earth-22191)）：一名善用虛擬現實的女蜘蛛人，本體則身在自己的宇宙，以化身形式在蜘蛛人聯盟中負責管理儀器[25]。
- 喬瑪·塔科內（英语：Jorma Taccone）聲演亞德里安·圖姆斯／禿鷹：一名有著義大利口音以及文藝復興畫風的罪犯，無意間被送到格溫的宇宙引發混亂[16]。

此外電影中出現了許多不同版本的蜘蛛人，他們都是由米格爾領導的蜘蛛人聯盟的成員，2023年5月，聯合導演賈斯汀·K·湯普森證實這部電影包含280個蜘蛛人，其中有95位是獨特和有命名的角色，包括：
- 來自Insomniac Games的2018年遊戲《蜘蛛人》中的蜘蛛人（英语：Peter Parker (Insomniac Games character)）（由尤里·洛文塔爾回歸配音）[26]
- 1999年電視動畫《超級蜘蛛人（英语：Spider-Man Unlimited）》中的蜘蛛人
- 1967年電視動畫《蜘蛛人'67（英语：Spider-Man_(1967_TV_series)）》中的蜘蛛人
- 生化女蜘蛛人
- 派崔克·奧哈拉／蛛絲甩蕩者（Patrick O'Hara / Web-Slinger）和他的馬維多（Widow）
- 馬克斯·伯恩／蜘蛛人2211（英语：Alternative_versions_of_Spider-Man#Spider-Man_2211_(Earth-9500)）
- 以西基爾·辛斯／蜘蛛治療師（英语：Ezekiel (comics)）
- 來自2008-2009年電視動畫《神奇蜘蛛人》中的彼得·帕克／蜘蛛人（由喬許·基頓（英语：Josh Keaton）回歸配音）
- 來自《漫威日漫宇宙（英语：Marvel Mangaverse）》的彼得·帕克／蜘蛛人（英语：Spider-Man_(Marvel_Mangaverse)）
- 奧托·奧克塔維斯／究極蜘蛛人（英语：The Superior Spider-Man）
- 分身蜘蛛人（英语：Doppelganger (comics)）
- 終極女蜘蛛人（英语：Spider-Woman_(Ultimate_Marvel_character)）
- 來自《地球X（英语：Earth_X）》的彼得·帕克／蜘蛛人（英语：Alternative_versions_of_Spider-Man#Earth_X_(Earth-9997)）
- 來自《蜘蛛人：大時代（英语：Spider-Man:_Big_Time）》的彼得·帕克／蜘蛛人（英语：Spider-Man:_Big_Time）
- 茱莉亞·卡彭特／蜘蛛女（英语：Julia Carpenter）
- 身穿經典套裝的潔西卡·德魯／女蜘蛛人
- 卡因·帕克／緋紅蜘蛛人（英语：Kaine Parker）
- 安雅·科拉松／蜘蛛女（英语：Anya_Corazon）
- 梅貝爾·賴利／女蜘蛛人（英语：Alternative_versions_of_Spider-Man#Lady_Spider_(Earth-803)）
- 瑪蒂·富蘭克林／女蜘蛛人（英语：Spider-Woman_(Mattie_Franklin)）
- 艾希莉·巴頓／蜘蛛婊子（英语：Spider-Bitch (Ashley Barton)）
- 閃電·湯普森／蜘蛛隊長
- 馬拉拉·溫莎／英國蜘蛛人（英语：Spider-UK）
- 夏洛特·韋伯／太陽蜘蛛人（英语：Alternative_versions_of_Spider-Man#Sun-Spider_(Earth-20023)）
- 間諜蜘蛛騎士（Spyder-Knight）
- 蜘蛛殺手（Spidercide）
- 來自《超級蜘蛛人（英语：The_Superior_Spider-Man）》的彼得·帕克／蜘蛛人（英语：The_Superior_Spider-Man）
- 老人版本的彼得·帕克（英语：Spider-Man: Reign）
- X宇宙的蜘蛛人（英语：Alternative_versions_of_Spider-Man#Earth_X_(Earth-9997)）
- 蜘蛛警察（英语：Alternative_versions_of_Spider-Man#Spider-Cop_(Earth-19119)）
- 蜘蛛技師（Spider-Mechanic）
- 武士蜘蛛人
- 《驚奇蜘蛛人：再續誓言（英语：Amazing Spider-Man: Renew Your Vows）》的瑪麗·珍·帕克／絲囊（Mary Jane Parker / Spinneret）和她的女兒安娜·梅-帕克／小蜘蛛（Anna May-Parker / Spiderling）[27]。
- 加拿大蜘蛛人
- 成年版梅黛·帕克／蜘蛛女孩
- 狼蛛（英语：Tarantula_(Marvel_Comics)#Ultimate_Marvel）
- 內褲蜘蛛人
- 多瑪暮宇宙蜘蛛人
- 阿拉克尼王子（Prince of Arachne）
- 蜘龍彼得·帕克／蜘蛛恐龍（Pter Ptarker / Spider-Rex）
- 蜘蛛貓（Spider-Cat）
- 蜘蛛猴（英语：Alternative_versions_of_Spider-Man#Spider-Monkey_(Earth-8101)）
- 蜘蛛狼（Spider-Wolf）
- 電子防護蜘蛛人
- 獨眼蜘蛛人
- 布魯斯·班納／蜘蛛人
- 彼得·帕克特卡／蜘蛛車
- 勁爆紙袋人
- 蜘蛛裝甲一型、二型和三型
- 樂高蜘蛛人（英语：Electro Proof）
- Q版蜘蛛人
- 毛絨蜘蛛人
- 鋼鐵蜘蛛（英语：Iron Spider）[28][29]。

曾於前集中出現的暗影蜘蛛人、潘妮·帕克和豬豬人於片尾客串登場，貴美子·格倫回歸聲演潘妮·帕克，尼古拉斯·凯奇和约翰·穆拉尼通過檔案錄音的方式回歸聲演暗影蜘蛛人和豬豬人。1982年遊戲《蜘蛛人》中的綠惡魔和電視動畫《蜘蛛俠和他的驚奇朋友》中的影像人亦以客串的形式出現。
此外，瑪莉·珍·帕克和彼得·B·帕克的寶寶梅黛·帕克也出現於本片中，本片的作曲家梅特罗·布明客串出演他的獨特版本的蜘蛛人。之前曾經執導並在勞德與米勒製作的2021年動畫電影《米家大戰機器人》中擔任主演的麥克·里安達客串聲演蜘蛛諮商師（Spider-Therapist），梅莉莎·席圖姆（Melissa Sturm）聲演彼得·B·帕克的妻子瑪莉·珍·帕克。傑克·奎德客串聲演65號宇宙的彼得·帕克，其在該宇宙中淪為蜥蜴人。J·K·西蒙斯聲演不同宇宙中的多名J·喬納·詹姆森。而皮克斯动画工作室的動畫師彼得·孫客串聲演邁爾斯的好友兼室友甘克·李，此前他的台詞在前集中被刪減。
瑞秋·鄧芝聲演邁爾斯學校的指導老師韋伯女士（Ms.Weber），理奇·馬利聲演牙買加店主萊尼（Lenny）。岡塚敦子聲演65號宇宙中的一名女警員渡邊由里，阿尤·艾德維利、妮可·迪蘭尼（Nicole Delaney）與安東尼婭·倫蒂尼（Antonia Lentini）分別聲演65號宇宙中的格洛麗、MJ與貝蒂·布蘭特，他們是格温所屬樂隊的成員，伊丽莎白·帕金斯聲演65號宇宙的梅·帕克，凱薩琳·哈恩以奧莉薇亞·奧克塔維斯／八爪博士的形像在閃回中短暫出現（語音使用檔案記錄）。波兹·马龙在前作中扮演一位布魯克林旁觀者的台詞在電影中得以重用。帕維特的阿姨瑪雅·普拉哈卡（Maya Prabhakar）、女友嘉雅琪·辛（Gayatri Singh）與其父辛督察（Inspector Singh）亦在電影中出場。
電影中還出現了真人角色，陶比·麥奎爾和安德魯·加菲爾德以檔案影像分別回歸客串飾演《蜘蛛人三部曲》中的彼得·帕克／蜘蛛人和《蜘蛛人驚奇再起系列》中的彼得·帕克／蜘蛛人。唐納·葛洛佛客串飾演來自另一宇宙的亞倫·戴維斯／潛行者，此前葛洛佛曾於漫威電影宇宙電影《蜘蛛人：返校日》中飾演亞倫·戴維斯。佩吉·陸回歸客串飾演索尼影業蜘蛛人宇宙中的角色陳太太。
克絲汀·鄧斯特、克里夫·羅勃遜、丹尼斯·利瑞和艾瑪·史東透過檔案影像回歸客串他們在《蜘蛛人三部曲》和《驚奇再起系列》飾演的瑪莉·珍·華生、班·帕克、喬治·史黛西和關·史黛西。艾佛烈·蒙利納在2021年電影《蜘蛛人：無家日》中飾演的奧托·奧克托維斯／八爪博士的檔案語音被用於本片同一角色的替代版本。汪可盈通過其在MCU電視劇《神盾局特工》飾演的黛西·「絲凱」·約翰森的檔案照片出現在邁爾斯和甘克房間的剪報上。

### 配音員
| 角色                        | 配音              | 配音     | 配音   | 配音     | 配音       |
| 角色                        | 美國              | 台灣     | 香港   | 中国大陆 | 日本       |
| --------------------------- | ----------------- | -------- | ------ | -------- | ---------- |
| 邁爾斯·摩拉斯／蜘蛛人       | 沙梅克·摩爾       | 柯震東   | 侯雋熙 | 彭昱暢   | 小野賢章   |
| 關·史黛西／女蜘蛛人·格温    | 海莉·史坦菲德     | 王淨     | 葉嘉敏 | 虞書欣   | 悠木碧     |
| 傑佛遜·摩拉斯               | 布萊恩·泰瑞·亨利  | 符爽     | 周志輝 | 刘北辰   | 乃村健次   |
| 里歐·摩拉斯                 | 蘿倫·維萊斯       | 陶敏嫻   | 林燕婷 | 周帅     | 小島幸子   |
| 蜘蛛人／彼得·B·帕克         | 傑克·強森         | 陳彥鈞   | 陳振聲 | 金锋     | 宫野真守   |
| 喬納森·歐恩／斑點           | 傑森·薛茲曼       | 劉傑     | 鄧肇基 | 张欣     | 鳥海浩輔   |
| 潔西卡·德魯／女蜘蛛人       | 伊莎·蕾           | 周筠     | 張國穎 | 张琦     | 田村睦心   |
| 帕維特·普拉哈卡／印度蜘蛛人 | 卡蘭·索尼         | 宋昱璁   | 何承駿 | 李正翔   | 佐藤節二   |
| 霍比·布朗／龐克蜘蛛人       | 丹尼爾·卡盧亞     | 蔣鐵城   | 彭傲維 | 郭易峰   | 木村昴     |
| 米蓋爾·歐哈拉／蜘蛛人2099   | 奧斯卡·伊薩克     | 孫誠     | 蕭徽勇 | 吳磊     | 關智一     |
| 喬治·史黛西                 | 希亞·溫漢         | 吳文民   | 邱萬城 | 刘风     | 上田燿司   |
| 亞倫·戴維斯／潛行者         | 馬赫夏拉·阿里     | 尹仲敏   | 蔡忠衛 | 王肖兵   | 稻田徹     |
| 班·萊利／緋紅蜘蛛人         | 安迪·山伯格       | 廉傑克曼 | 黃榮璋 |          | 江口拓也   |
| 瑪戈·凱斯／數位蜘蛛人       | 阿曼德拉·斯坦伯格 | 白癡公主 | 麥紫筠 |          | 高垣彩陽   |
| 萊拉                        | 葛莉塔·李         | 千千     | 鄭家蕙 | 詹佳     | 坂本真綾   |
| 邁爾斯·G·摩拉斯／潛行者     | 賈雷爾·傑羅姆     | 孟慶府   | 侯雋熙 | 戴超行   |            |
| 亞倫·戴維斯（42號宇宙）     | 馬赫夏拉·阿里     | 尹仲敏   | 蔡忠衛 |          |            |
| 少年彼得／蜥蜴人            | 傑克·奎德         | How How  | 巫哲棋 |          | 岩中睦樹   |
| 瑪莉·珍·帕克                | 梅莉莎·席圖姆     | 詹雅菁   | 張惠雯 |          | 甲斐田裕子 |
| 甘克·李                     | 彼得·孫           |          | 巫哲棋 |          |            |
| J·喬納·詹姆森               | J·K·西蒙斯        | 李世揚   | 楊梓佑 |          |            |
| 樂高蜘蛛俠                  | Nic Novicki       |          | 巫哲棋 |          |            |
| 梅·帕克                     | 伊丽莎白·帕金斯   | 杜素貞   | 何秀慧 |          |            |
| 彼得·帕克／神奇蜘蛛人       | 喬許·基頓         | 沈庭均   | 吳廷軒 |          | 豬野學     |
| 彼得·帕克／漫威蜘蛛人       | 尤里·洛文塔爾     |          | 侯雋熙 |          | 興津和幸   |
| 格洛麗·格蘭特               | 阿尤·艾德維利     | 羅易雯   | 曾佩儀 |          |            |
| 瑪莉·珍·華生（65號宇宙）    | 妮可·迪蘭尼       |          | 廖杏茵 |          |            |
| 貝蒂·布蘭特                 | 安東尼婭·倫蒂尼   |          | 張惠雯 |          |            |
| 樂高蜘蛛人                  | 尼克·諾維奇       | 陳彥鈞   | 巫哲棋 |          |            |
| 派崔克·奧哈拉／蛛絲甩蕩者   | 塔蘭·基拉姆       |          | 劉文光 |          |            |
| 馬拉拉·溫莎／英國蜘蛛人     | 索菲婭·巴克禮     | 一粒     | 張惠雯 |          |            |
| 夏洛特·韋伯／太陽蜘蛛人     | 丹妮爾·佩雷斯     |          | 廖杏茵 |          |            |
| 以西基爾·辛斯／蜘蛛治療師   | 麥可·里安達       | 陳幼文   | 黃裕亨 |          |            |
| 都會小蛛                    | 梅特罗·布明       | Eric     |        |          |            |
| 亞德里安·圖姆斯／禿鷹       | 喬瑪·塔科內       | 李世揚   | 李家輝 |          |            |
| 彼得·帕克／蜘蛛人'67        | 喬瑪·塔科內       | Ian      | 李家輝 |          |            |
| 飛行警員                    |                   | 蘇志翔   |        |          |            |
| 馬克斯·伯恩／蜘蛛人2211     | 溫貝托·拉莫斯     | 黃雍哲   |        |          |            |
| 潘妮·帕克                   | 貴美子·格倫       | 詹雅菁   | 黎皓宜 | 陈西贝   |            |
| 豬豬人／彼得·豬客           | 約翰·穆拉尼       | 顏志翔   | 巫哲棋 |          |            |
| 真人角色                    |                   |          |        |          |            |
| 亞倫·戴維斯／潛行者         | 唐納·葛洛佛       | 音箱     | 陳成港 |          |            |
| 彼得·帕克／蜘蛛人           | 安德魯·加菲爾德   | 于正昇   | 范諾正 |          |            |
| 陳太太                      | 佩吉·陸           | 王貞令   | 曾佩儀 |          |            |

## 製作

### 發展

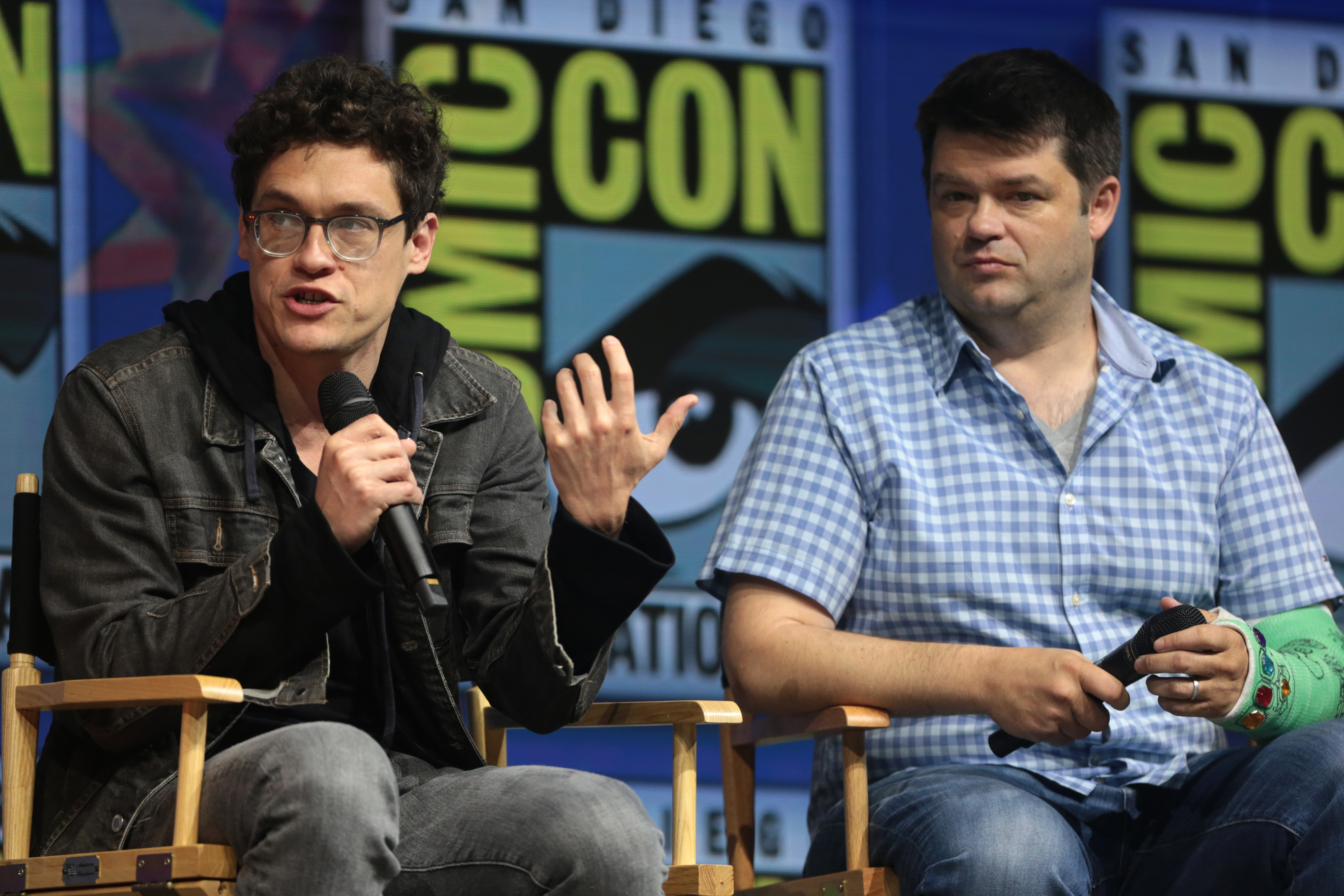
聯合編劇和製片人菲爾·洛德與克里斯多福·米勒

2018年11月底，在《蜘蛛人：新宇宙》開始發行前，索尼動畫已經開始為續集進行開發工作。續集劇情將繼續圍繞著「蜘蛛人」邁爾斯·摩拉斯。本片由瓦昆·杜斯·山托斯執導，大衛·卡拉哈姆撰寫劇本，艾米·帕斯卡回歸擔任製片人。2018年12月，帕斯卡透露本片將著重於邁爾斯和「女蜘蛛人」關·史黛西之間的愛情故事。2019年11月，索尼宣佈本片定於2022年4月8日開始發行，而菲爾·洛德與克里斯多福·米勒回歸擔任製片人之一。洛德表示1978年由日本東映株式會社受權製作的特攝劇集《蜘蛛人》的角色亦將出現在續集中，並透露新角色的設計工作已經展開。2020年8月，傑克·強森表示希望能回歸聲演「蜘蛛人」彼得·B·帕克。2021年2月，米勒透露他與洛德將與卡拉哈姆一同撰寫劇本，而《蜘蛛人：新宇宙》的導演彼得·拉姆齊將擔任執行製片人。2021年4月，索尼動畫宣佈肯普·包沃斯和賈斯汀·K·湯普森將一同擔任導演。2021年6月，宣佈伊莎·蕾聲演「女蜘蛛人」潔西卡·德魯。2021年7月，強森確認回歸為彼得·B·帕克配音。2022年11月，宣佈丹尼爾·卡盧亞聲演「龐克蜘蛛人」霍巴特·布朗。2023年3月，宣佈卡蘭·索尼聲演「印度蜘蛛人」帕維特·普拉哈卡。

### 美術設計
根據洛德透露，電影中新角色的設計工作於2019年11月展開，之後漫畫家克里斯·安卡透露自己在電影中擔任角色設計師。2020年6月9日，該片的主要動畫師尼克·康多宣布電影製作已經開始。而主要角色們所造訪的不同宇宙設計目的，是使其看起來像是由不同的藝術家繪製。在製作《新宇宙》後，洛德和米勒開始使用新的動畫工具並在2021年製作《米家大戰機器人》後運用這些工具生成六種不同的動畫風格。這樣做的目的則是每當角色進入新的環境時，都讓觀眾感到驚奇，使電影能夠準確反映其情節，並生成不同的情感背景。
65號宇宙，即關·史黛西／女蜘蛛人·格温的宇宙被設計成「印象派」水彩画的樣式。動畫團隊創建了一個模擬器生成這種風格，並使用視覺調色板以此反映格温的情緒變化，類似於三維的「情緒戒指」。根據聯合導演湯普森的說法，通過顏色反映情緒的靈感是來自於1950年迪士尼動畫電影《仙履奇缘》中的一幕，當仙杜瑞拉她的裙子被撕破時，周圍環境對此產生了反應。米勒希望通過這種風格，使觀眾聯想起《蜘蛛格温》漫畫書的封面。
預告片中出現的另一個替代宇宙為50101號宇宙，製作組將該宇宙的城市暱稱為孟哈頓（Mumbattan），該宇宙是基於哥譚娛樂集團出版的《蜘蛛俠：印度》漫畫系列，並結合了曼哈頓及孟買的特徵。為了令帕維特·普拉哈卡／印度蜘蛛人擁有獨特的動作和戰鬥風格，創意團隊參考具有2000年歷史，源自喀拉拉邦的印度武術卡拉里帕亞特，米蓋爾·歐哈拉／蜘蛛人2099所在的928號宇宙則為未來紐約（Nueva York），即來自《漫威2099》世界的未來紐約市，其設計則是基於概念藝術家席德·米德的新未來派插圖，給人一種未完成的感覺。
在2023年3月接受《Empire》雜誌採訪時，聯合導演華金·多斯·桑托斯透露，另一個宇宙將是霍比·布朗／龐克蜘蛛人的家園「朋克風格的新倫敦」，而最後一個維度「目前被嚴密保密」，後來揭示為42號宇宙，龐克蜘蛛人的動畫風格單獨花費2到3年的時間完成，並受到朋克搖滾專輯封面的啟發，模擬複印件、彩色紙張和從雜誌中藉用的圖像，由於復印機並沒有墨粉，使角色形象呈現出晦暗的質感。
2023年5月，傑克·強森在一次採訪中透露電影中將出現一個樂高宇宙。樂高序列由一名年僅14歲的加拿大動畫師普雷斯頓·穆坦加完成，並在電影後期增加，製片人對他根據電影首個預告片製作的樂高作品印象深刻，於是找到他並邀請他加入製作團隊。
在續集中，邁爾斯的角色外觀進行了更新，而格温則獲得新髮型和更新的服裝。蜘蛛人2099的共同創作者里克·萊昂納迪被請來為電影改編設計，漫畫藝術家布萊恩·斯特爾弗里茲則被選中塑造傑西卡·德魯的視覺發展。斑點人的設計在電影隨著他對自己的能力獲得更多控制而不斷演變，最初的風格看起來像是一幅「未完成的草圖」，並帶有藍色的草稿線，喚起漫畫藝術家在「作品交給上色師之前的粗略素描」。斑點人的傳送門被設計成「溢出或濺落在漫畫家的繪畫上，活生生的墨水」而為動畫團隊帶來新的挑戰。禿鷹的設計以文藝復興時期為靈感，受到了列奥纳多·达·芬奇的作品影響。

### 後期製作
在2023年5月，鮑爾斯透露這部電影將以懸念結局收尾；聯合導演多斯桑托斯將其比喻為《星球大戰》原始三部曲的《帝國反擊戰》（1980年）。同月，鮑爾斯還確認該片「與漫威電影宇宙無關聯」，但在電影中還是提及了《蜘蛛人：無家日》中發生的事件。
該片於2023年5月20日完成製作，比美國上映日期提前13天。

## 音樂
2020年12月，丹尼爾·彭博頓確認將回歸為續集譜寫配樂。2022年12月，羅德和米勒確認梅特罗·布明將為其創作音樂。並確認了幾位其他藝術家將為電影原聲帶貢獻作品，包括柯伊·勒雷、斯韋·李、未来小子、唐·托利佛爾、詹姆斯·布雷克、克里·肯德雷爾·希胡斯、維茲基德、利尔·乌兹·弗特、21·萨维奇、小韋恩、纳斯和ASAP Rocky。
在日本發行版中，LiSA將因應宣傳而演唱原創歌曲《REALiZE》。此外，多米尼克·菲克的新單曲《Mona Lisa》也於2023年6月2日發布。
在中国内陆发行版中，鹿晗献唱电影中文主题曲，该曲也在片尾播放，但引起了较差反响。不過也有網友認可鹿晗的演唱版本，並拿來與日本LiSA版本對比討論。

## 發行
《蜘蛛人：穿越新宇宙》原定於2022年4月8日在美國上映。2020年4月，由於受2019冠狀病毒病疫情影響，本片延後至2022年10月7日在美國上映。2022年4月，本片再度延後至2023年6月2日在美國上映。

## 迴響

### 票房
截至2023年6月25日，《蜘蛛人：穿越新宇宙》在美國和加拿大的票房收入為3.03 億美元，在其他地區的票房收入為2.09億美元，全球總票房為5.12億美元。這部電影上映僅12天就超過了前作的總票房3.84億美元。
在美國和加拿大，《蜘蛛人：穿越新宇宙》與《鬼出櫃》一起上映，最初預計首映週末在4,313家影院的票房收入約為8,000 萬美元，競爭對手的製片廠預測票房收入可能達到9,000萬美元。電影在周四晚上的預映中共賺取了1735萬美元，是僅次於《獅子王》（2019年為2300萬美元）《超人特攻隊2》（2018年為1850萬美元）在動畫電影的第二高票房，在周五賺取5170萬美元之後，電影在週末票房的預估增加到1.13億美元。
隨著電影持續上映，電影在第一個週末達到1.207億美元，成為2023年首映週末總票房第二高的電影（僅次於《超級瑪利歐兄弟電影版》電影的1.464億美元），也是動畫電影史上第八高票房的電影。第二個週末獲得5550萬美元，僅次於《變形金剛：狂獸崛起》。第三個週末獲得2780萬美元，排名第三。
| 上一届： 《小美人魚》     | 2023年美國週末票房冠軍 第22週     | 下一届： 《變形金剛：萬獸崛起》     |
| 上一届： 《閃電俠》       | 2023年美國週末票房冠軍 第25週     | 下一届： 《印第安納瓊斯：命運輪盤》 |
| 上一届： 《狂野時速10》   | 2023年香港一週票房冠軍 第22週     | 下一届： 《變形金剛：狂獸崛起》     |
| 上一届： 《狂野時速10》   | 2023年香港週末票房冠軍 第23週     | 下一届： 《變形金剛：狂獸崛起》     |
| 上一届： 《速度与激情10》 | 2023年中国内地一週票房冠军 第22週 | 下一届： 《变形金刚：超能勇士崛起》 |
| 上一届： 《閃電俠》       | 2023年台北週末票房冠軍 第26週     | 下一届： 《印第安納瓊斯：命運輪盤》 |

### 評價
《蜘蛛人：穿越新宇宙》獲得廣泛好評，尤其是視覺特效、動作場面、編劇設計、角色發展備受影評界青睞。根据評論匯總网站爛番茄汇总的385篇评论文章，95%的评论家给予该作正面评价，使之獲得「認證新鮮」標識，平均打分为8.6分（满分10分）。该网站总结的评论家共识是“《蜘蛛人：穿越新宇宙》正如其前作，視覺上令人眼花繚亂且充滿動感，從開始到扣人心弦的結局都令人興奮。”觀眾投票獲得94%的分數，平均得分為4.7／5。在Metacritic上，60位影評人共給予了86分的分數（滿分100分），這部電影獲得了「一致好評」。並獲得「必看佳作」（Must-see）的標籤。

## 獎項
| 獎項               | 日期          | 類別            | 提名                                         | 結果 | 參考文獻 |
| ------------------ | ------------- | --------------- | -------------------------------------------- | ---- | -------- |
| 金預告獎           | 2023年6月29日 | 最佳動畫/家庭片 | 《蜘蛛人：穿越新宇宙》 (MOCEAN/Transit)      | 獲獎 | [ 67 ]   |
| 好萊塢影評人協會獎 | 2023年6月30日 | 最佳導演        | 瓦昆·杜斯·山托斯 肯普·包沃斯 賈斯汀·K·湯普森 | 獲獎 | [ 68 ]   |
| 好萊塢影評人協會獎 | 2023年6月30日 | 最佳影片        | 《蜘蛛人：穿越新宇宙》                       | 獲獎 | [ 68 ]   |
| 好萊塢影評人協會獎 | 2023年6月30日 | 最佳編劇        | 菲爾·洛德、克里斯多福·米勒、大衛·卡拉漢      | 提名 | [ 68 ]   |
| 奧斯卡金像獎       | 2024年3月10日 | 最佳動畫長片    | 《蜘蛛俠：飛躍蜘蛛宇宙》                     | 提名 |          |

## 爭議

### 阿拉伯地區禁映爭議
《蜘蛛人：穿越新宇宙》原定於2023年6月22日起在包括阿聯酋和沙特阿拉伯在內的中東地區上映，但被多家媒體報導突然取消。據《好萊塢報導》透露，張貼在關·史黛西房間的跨性別旗導致電影遭到審查。中国大陆上映的版本中，张贴在格温·斯黛西房间的跨性别旗片段没有任何删改。

### 動畫師工作環境爭議
2023年6月23日，娱乐新闻网站《Vulture (网站)》报道称四名参与了电影制作的动画师表示由于编剧菲爾·洛德在电影制作期间多次要求动画师更改已经完成的动画，以及他对前期动画制作的监管，电影和其续集的制作面临困难。由於洛德在電影的製作中佔據主導地位，加之動畫師被迫重新製作大部分因劇情修改的已完成動畫，導致在電影製作期間動畫師被迫進行了連續多週的強行加班。他們還表示，由於電影艱困的製作環境，在電影和其續集製作期間已經超過100多名動畫師在期間辭職。另一位動畫師表示，由於電影製作期間的混亂環境，其續作《蜘蛛人：超越新宇宙》事實上已經陷入了開發地獄，且完全不可能在原計劃的2024年3月如期完成。消息被曝光後，電影和索尼影業隨之遭到了指責和部分抵制。索尼影業則否認了有關《蜘蛛俠：飛躍蜘蛛宇宙》製作問題的指控，同時拒絕對續集可能被推遲發表評論，而製片人艾米·帕斯卡稱電影的重工作量為正常現象。

## 未來

### 續集
2021年12月，洛德和米勒透露由於該片的故事過於龐大了，需要拆分成兩部電影，《蜘蛛人：穿越新宇宙（第二部）》目前正在製作中，預計將於2023年上映。2022年4月，正式公佈續集命名為《蜘蛛人：超越新宇宙》（Spider-Man: Beyond the Spider-Verse），並定於2024年3月29日上映。然而在6月爆出的員工待遇爭議中，部分動畫師表示續集實際上已經因極其混亂的製作環境陷入開發地獄，並且根本無法如期上映。2023年7月，由于2023年美國演員工會大罷工導致錄音工作被迫中止，索尼正式宣佈無限期推遲續作上映日期。2025年3月，宣布電影將於2027年6月4日上映，但在7月宣布推遲至2027年6月25日上映。

### 衍生電影
2018年11月底，在發行《蜘蛛人：新宇宙》之前索尼動畫已經開始為一部蜘蛛人的衍生電影進行開發工作。故事將著重於三位來自不同宇宙的女蜘蛛人的身上。該片由貝克·史密斯撰寫劇本，帕斯卡擔任製片人，而勞倫·蒙哥馬利為執導電影進行洽談。12月，帕斯卡確認片中將出現關·史黛西、辛蒂·姆恩／蛛絲和潔西卡·德魯。
2025年8月，據報導一部以龐克蜘蛛人為主角的衍生電影正在早期開發中，丹尼爾·卡盧亞和阿瓊·辛格共同編寫劇本，卡盧亞亦有望回歸聲演該角色。

### 衍生漫畫
2023年5月29日，宣布由古橋秀之創作、别天荒人作畫的漫畫衍生作品《蜘蛛人：章魚女》將於6月20日在日本集英社的少年Jump+網站和應用程序開始連載。故事圍繞著陷入昏迷的八爪博士，並在年輕的日本中學生奧田宮音羽（Otoha Okutamiya）的身體中被重新喚醒。

## 備註
1. ↑  宇宙傳送門手錶在原作中是由印度蜘蛛人所發明。
2. ↑  米蓋爾直接提及《蜘蛛人：無家日》的事件，告誡格温不要「讓他提起奇異博士與199999號宇宙裡的那個小屁孩的事」。這句話是製作人洛德和米勒制造的一個幽默梗和隨口台詞。[10][11]
3. ↑  情景交錯著50101號宇宙即將發生的正史事件，亦是辛督察的犧牲。
4. ↑  米蓋爾將最初的正史事件稱為「驚奇蜘蛛人90事件」（ASM-90），源自漫威漫畫自1963年起發行至今的漫畫系列《驚奇蜘蛛人（英语：Spider-Man_(1982_video_game)）》中，於1970年11月推出的第90章，亦是喬治·史黛西在蜘蛛人與八爪博士的戰鬥中，為了營救小孩而壯烈犧牲。
5. ↑  類似於漫威電影宇宙動畫影集《無限可能：假如…？》第一季第四集〈假如奇異博士失去愛人而非雙手〉中，古一向奇異博士提及過的“絕對時間點”。
6. ↑  米蓋爾指出16個月前的對撞機事件本可以被1610號宇宙的蜘蛛人阻止，然而邁爾斯的介入直接導致蜘蛛人為救他而分心且最終犧牲，間接導致之後發生的多元宇宙災難。

## 外部連結
- 互联网电影数据库（IMDb）上《蜘蛛俠：飛躍蜘蛛宇宙》的资料（英文）
- Box Office Mojo上《蜘蛛俠：飛躍蜘蛛宇宙》的资料（英文）
- Metacritic上《蜘蛛俠：飛躍蜘蛛宇宙》的資料（英文）
- 爛番茄上《蜘蛛俠：飛躍蜘蛛宇宙》的資料（英文）
- AllMovie上《蜘蛛俠：飛躍蜘蛛宇宙》的资料（英文）
- 開眼電影網上《蜘蛛俠：飛躍蜘蛛宇宙》的資料（繁體中文）
- Yahoo奇摩電影上《蜘蛛俠：飛躍蜘蛛宇宙》的資料（繁體中文）
- 时光网上《蜘蛛俠：飛躍蜘蛛宇宙》的資料（简体中文）
- 豆瓣电影上《蜘蛛俠：飛躍蜘蛛宇宙》的資料 （简体中文）